# Piedra de sol (poema)
Piedra de Sol es un poema del escritor Octavio Paz publicado en 1957 por el grupo editorial Fondo de Cultura Económica en un cuaderno de la colección Tezontle.
La obra contribuyó al reconocimiento internacional de Octavio Paz. En el discurso de presentación del Premio Nobel de Literatura en 1990 fue elogiado como "uno de los puntos culminantes de la poesía de Paz... Esta sugerente obra con sus muchas capas de significado parece incorporar, interpretar y reconstruir las principales cuestiones existenciales, la muerte, el tiempo, el amor y la realidad".
Se trata de uno de los poemas más antologados de Paz y ha sido considerado “uno de los centros de gravedad de la poesía hispánica".

## Análisis
El poema consta de un epígrafe que es una cita proveniente del soneto Arthémis de Gérard de Nerval:

La treizième revient… c'est encor la première;
et c'est toujours la seule —ou c'est le seul moment;
car es-tu reine, ô toi, la première ou dernière?
es-tu roi, toi le seul ou le dernier amant?
Vuelve otra vez la Trece -¡y es aún la Primavera!
y es la única siempre -¿o es el solo momento?
¿Dime Reina, tú eres la primavera o la última?
¿Tú eres, Rey, el último? ¿o eres el solo amante?
Gérard de Nerval (1808-1855)
Arthémis

Paz tradujo este y otros sonetos de la serie poética Les Chimères (Las quimeras) en 1955. Enrico Mario Santí señala que "la equivalencia entre los números 13 y uno en el poema de Nerval subraya el carácter cíclico del poema de Paz; así como la noción del "solo momento" apunta al concepto del "instante" en el poema". Sobre el enigmático ordinal “la treizième”, Mounir Hafez acota que puede referirse a la decimotercera carta del Tarot, el Arcano de la Muerte, que significa renovación del ciclo y paso a otra etapa. John M. Fein indica que "El trece no solamente es la hora de la muerte, sino también está asociado a la luna en general y a los trece meses lunares en particular".

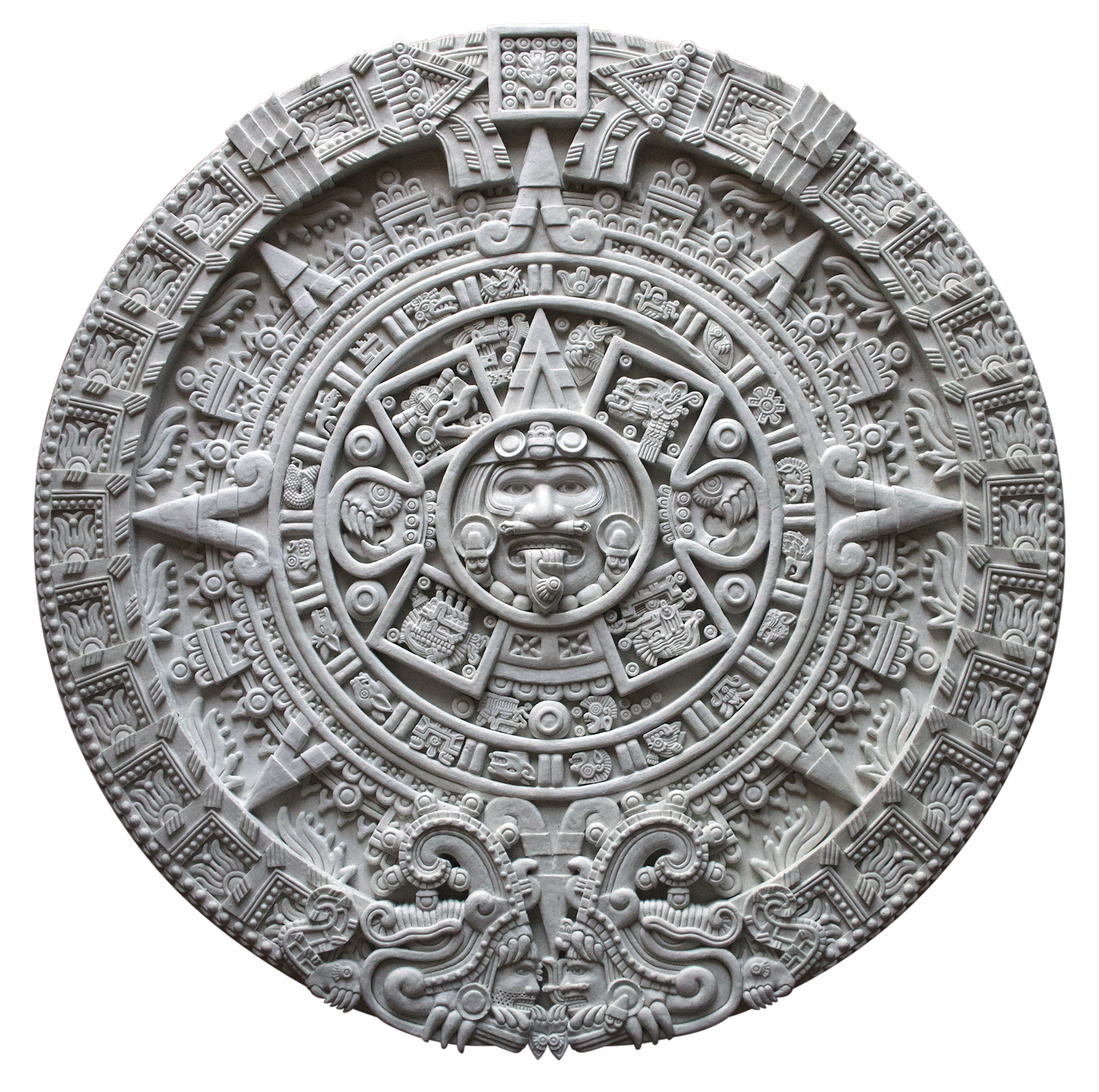
La piedra del sol azteca que da nombre al poema y se usa en la portada de algunas ediciones.

Piedra del sol es el nombre popular del calendario azteca, un monolito expuesto en el Museo Nacional de Antropología de México. Se presume que en su centro  está el rostro de la deidad solar, Tonatiuh, que aparece dentro del glifo de "movimiento" (náhuatl: Ōllin), el nombre de la era actual.
La primera edición de Piedra de sol incluía una nota del autor donde señalaba que en la portada del libro aparecía la cifra 585 escrita de acuerdo al sistema maya de numeración y los signos mexicanos correspondientes al viento (Ehécatl) y al movimiento (Ōllin). Es un poema circular basado en el calendario azteca, y consiste en una sola oración cíclica que refleja el período sinódico del planeta Venus. "Los antiguos mexicanos llevaban la cuenta del ciclo venusino a partir del día 4 Ōllin; el día 4 Ehécatl, 584 días después, señalaba la conjunción de Venus y el Sol, fin de un ciclo y comienzo de otro". Dado que Venus aparece tanto por la mañana como por la noche, los hombres han convertido esa dualidad en símbolo de la esencial ambigüedad del universo. Como en muchas otras civilizaciones, Venus significó para los aztecas la dualidad que rige el universo. Era también para ellos una de las encarnaciones (o la última) del dios Quetzalcóatl, en cuya figura mítica y legendaria se multiplicaban las dualidades: no sólo cosmológica (tierra y cielo, mundo subterráneo y mundo celeste), sino también de carácter histórico y aun mágico-moral. Esto es, el poema opera sobre la significación universal del mito, ampliada y enriquecida con la significación azteca". 
El poema tiene 584 versos endecasílabos, correspondientes a ese período de 584 días, y su impulso continuo se enfatiza al no tener puntos, solo comas, punto y coma y dos puntos. Las primeros seis versos se repiten al final del poema:

Un sauce de cristal, un chopo de agua,

un alto surtidor que el viento arquea,
un árbol bien plantado mas danzante,
un caminar de río que se curva,
avanza, retrocede, da un rodeo

y llega siempre:

En lugar de imponer su interpretación de la historia al poema, Paz se somete al calendario histórico y encuentra en él su propia interpretación, como explicó en una entrevista:
Lo que quiero decir es que, sobre el tiempo circular del mito, se inserta la historia irrepetible de un hombre que pertenece a un país, a una generación y a una era... El tiempo puede ser cíclico, y por tanto inmortal... pero el hombre es finito e irrepetible. Lo que se repite es la experiencia de la finitud: todos los hombres saben que van a morir... Estas experiencias son históricas, suceden y nos suceden... Al mismo tiempo no son históricas, se repiten.
De esta forma, según el análisis del poema de José Emilio Pacheco, mientras Paz recapitula experiencias personales, también las equilibra con figuras culturales femeninas (Melusina, Laura, Perséfone, Isabel, María) en "un juego entre lo privado y lo colectivo" donde "el poeta se lee a sí mismo como lee la historia" en un diálogo del que no puede salir. Pacheco resaltó también en una reseña de libro que "Piedra de sol [...] No acepta las fronteras dogmáticas entre poesía social y poesía pura, entre la lírica del “yo” y la ambición de un canto colectivo o, en términos actuales, entre poesía del lenguaje y poesía de la experiencia. Es un poema de la poesía y al mismo tiempo una reflexión sobre la historia encarnada en la de una persona concreta e irrepetible y también de una generación". 
Amelia M. Royo considera que "Piedra de sol constituye un texto esencial en esa evolución hacia un pronunciamiento cada vez más marcado por lo autorreferencial". Dice Paz al respecto: "El poema no tiene objeto de referencia exterior; la referencia de una palabra es otra palabra. Así el problema de la significación de la poesía se esclarece apenas se repara en que el sentido no está fuera sino dentro del poema: no en lo que dicen las palabras, sino en aquello que se dice entre ellas".
Guillermo Sucre conecta también al poema con el mito del eterno retorno como "mito de recreación: la continua renovación del mundo y de la vida a través de la repetición de la cosmogonía. En el poema, esta recreación se proyecta en el ámbito de la naturaleza, pero también en el individual del hombre y del poeta. Si su centro en el plano cósmico es la naturaleza, en el individual es el amor. No, por supuesto, como realidades distintas, ni siquiera paralelas, sino idénticas: la mujer es la naturaleza misma, y viceversa; ambas son dualidad y también unidad; encarnan los contrarios y su fusión".
John M. Fein sostiene que "el elemento estructural más importante del poema" es el verso "Madrid, 1937" y que se podría "interpretar como una experiencia existencial que dividió la vida del poeta en dos". El verso, ubicado casi en el centro del poema, es visto por Fein como un reflejo de la experiencias vividas por Paz en la época de la guerra civil española:

Madrid, 1937,

en la Plaza del Ángel las mujeres
cosían y cantaban con sus hijos,
después sonó la alarma y hubo gritos,
casas arrodilladas en el polvo,
torres hendidas, frentes esculpidas
y el huracán de los motores, fijo:
los dos se desnudaron y se amaron
por defender nuestra porción eterna,
nuestra ración de tiempo y paraíso,
tocar nuestra raíz y recobrarnos,
recobrar nuestra herencia arrebatada
por ladrones de vida hace mil siglos,
los dos se desnudaron y besaron
porque las desnudeces enlazadas
saltan el tiempo y son invulnerables,
nada las toca, vuelven al principio,
no hay tú ni yo, mañana, ayer ni nombres,

verdad de dos en sólo un cuerpo y alma,

Julio Cortázar resaltó que "Piedra de Sol, [...] responde, en el aspecto erótico, a esa misma sed de confrontación total del hombre con el más allá de sí mismo, donde todas las falsas fronteras quedan borradas, donde ser no se reduce ya al yo histórico de Occidente, sino que se abre hacia una reconciliación con todos los dioses que fueran renegados o que se perdieron: los dioses del cuerpo, que son innumerables, los dioses del canto, los dioses de la felicidad".
Clara Román-Odio considera que "el acto poético se vuelve rito en el poema, consagración de un instante privilegiado, que conjura para el hombre y la mujer un nuevo espacio salvador, en el cual se restituye la "presencia" del mundo y del lenguaje". 

## Traducciones
Tres años después de su publicación, el poema fue traducido al sueco por Artur Lundkvist y apareció como Solsten en el volumen compuesto Den våldsamma årstiden (1960). Le siguieron las traducciones al francés de Benjamin Péret (Pierre de Soleil, Gallimard, París, 1962); al húngaro por György Somlyó ( Napköve, Magyar Helikon, Budapest 1965); y al griego por Serge Makais (Ηλιόπετρα, 1965).
También ha habido cuatro traducciones al inglés. Muriel Rukeyser lo publicó como Sun Stone/Piedra de Sol en una edición bilingüe (New Directions, 1962) y fue seguido por Peter Miller's Sun-Stone in Canada (Contact, Toronto, 1963) y Donald Gardner's Piedra de Sol: The Sun Stone en el Reino Unido (Cosmos Publications, York, 1969). Otra traducción de Eliot Weinberger se publicó en 1987 como el primer poema del compuesto The Collected Poems of Octavio Paz, 1957–1987 (New Directions, Nueva York, 1987). En 1991, el poema traducido apareció por separado en una edición bilingüe ilustrada de New Directions Publishing.